# Mohsen Bahrami
Mohsen Bahrami (persa: محسن بهرامی; nascido em 25 de março de 1982, em Teerã) é um ator, apresentador e dublador iraniano. Ele se formou no ensino médio de atuação na área de arte e iniciou sua carreira em 1994 com a série "Friend's Footprint" (persa: ردپای دوست), mas sua carreira profissional começou atuando no teatro "Lost" (persa: از دست رفته) dirigido por Farhad Aslani em 2001.

## Atividades

### Teatro
Começou a atuar no teatro atuando em “Lost”, dirigido por Farhad Aslani. Nos últimos anos, atuou em diversas peças, das quais as mais proeminentes são "Cherry Orchard" dirigido por Akbar Zanjanpour, "Dar Amaaq" dirigido por Mustafa Abdullahi, "Gol va Qadare" dirigido por Behzad Farahani, "Rag" dirigido por Ayub Aghakhani, "Pai", dirigido por Mahmoud Zendenaam, "Molly Sweeney" e "A casa está fechada", dirigido por Shima Farahmand.
| Ano  | Nome de exibição                           | Diretor                |
| ---- | ------------------------------------------ | ---------------------- |
| 2001 | Perdido                                    | Farhad Aslani          |
| 2012 | Molly Sweeney                              | Shima Farhamand        |
| 2014 | A casa está fechada                        | Shima Farhamand        |
| 2014 | Meu amor é o futebol                       | Shayan Afkari          |
| 2014 | Uma peça para você (Play Reading)          | Ehsan Karami           |
| 2015 | Teerã sob as Asas dos Anjos (Play Reading) | Nader Borhani Marand   |
| 2015 | Gol va Qadare                              | Behzad Farahani        |
| 2015 | As profundezas inferiores                  | Mustafá Abdullahi      |
| 2015 | Feliz Aniversário Peyman                   | Shayan Afkari          |
| 2016 | O pomar de cerejeiras                      | Akbar Zanjanpur        |
| 2017 | Hafte Asr Haftome Payeez                   | Ayub Aghakhani         |
| 2017 | O pai                                      | Mahmoud Zendenam       |
| 2018 | Trucagem (Dublagem)                        | Mohammad Reza Qolipour |
| 2019 | Pano                                       | Ayub Aghakhani         |
| 2019 | O filho                                    | Ali Moghadam           |
| 2020 | Um quarto no Plaza Hotel (Cinema)          | Maryam Bagheri         |
| 2021 | Mansão Qajari                              | Maryam Bagheri         |
| 2023 | Leitura do Rinoceronte (Jogar Leitura)     | Keyvan Kasirian        |
| 2024 | Bijan e Manijeh                            | Shokrkhoda Goodarzi    |
| 2024 | Canções de Tebas                           | Ayub Aghakhani         |

Em uma de suas conversas, Bahrami descreveu a atuação no teatro da seguinte forma: “Um ator de teatro deve estar sempre preparado fisicamente e em termos de atuação, e não pode retocar seus erros. o tamanho do quadro que o diretor quer de você. No teatro você tem que ser perfeito e impecável."

### Televisão
Até agora, ele apareceu em séries como "City Lights" dirigido por Masoud Keramati, "The Innocents" dirigido por Ahmad Amini, "It Might Happen to You Too" dirigido por Ahmad Moazzami, "Navar Zard" dirigido por Pouria Azarbaijani, Série "Puzzle" e "Najva" dirigida por Ebrahim Sheibani e "Salaam Aghaaye Modir" dirigida por Alireza Tavana, e além disso, apareceu em telefilmes como "Dar Miyaane Saayeh Haa" dirigido por Masoud Keramati e "Hidden Wisdom" dirigido por Majid Torbati. Ele também desempenhou um papel na série de TV "Shahrag", dirigida por Seyyed Jalal Dehghani Ashkezari.
| Ano  | Título                         | Diretor                |
| ---- | ------------------------------ | ---------------------- |
| 1994 | Série Poeira Rade Paaye        | Abbas Ranjbar          |
| 2004 | Série Luzes da Cidade          | Masoud Keramati        |
| 2006 | Telefilme Sabedoria Oculta     | Majid Torbati          |
| 2007 | Telefilme Osso                 | Farhad Alizadeh Aahi   |
| 2008 | A série Inocentes              | Ahmad Amini            |
| 2008 | Dar Miyane Saaye Haa Telefilme | Masoud Keramati        |
| 2009 | Pode acontecer com você também | Ahmed Moazzemi         |
| 2014 | Quebra-cabeça                  | Ebrahim Sheibani       |
| 2017 | Série Najva                    | Ebrahim Sheibani       |
| 2017 | Série Navaare Zard             | Pouria Azarbaijani     |
| 2019 | Salaam Aghaaye Modir           | Alireza Tavana         |
| 2020 | Série Shahrag                  | Seyyed Jalal Ashkezari |
| 2023 | Série Bazpors                  | Ahmad Moazzami         |
| 2024 | Série Hasht Paa                | Ahmad Moazzami         |

Bahrami foi o apresentador do concurso televisivo "Rade Paa", transmitido pelo canal IRIB TV5.
Teve também a experiência de atuar no programa “Radio Haft” do canal IRIB Amoozesh TV.
Bahrami também tem presença de destaque no programa "Barge Aval" produzido em 1400 pelo iFilm Channel, que é um programa centrado no livro e na leitura.

### Serviços de streaming de mídia
| Ano  | Título                 | Papel  | Diretor            |
| ---- | ---------------------- | ------ | ------------------ |
| 2024 | A série Asphalt Jungle | Houman | Pejman Teymourtash |

### Sevina
Bahrami teve diversas colaborações com o “Grupo Sevina” (cinema especial para cegos). Este grupo foi criado em 2018 por Gelareh Abbasi com o objetivo de fornecer produtos culturais e artísticos às pessoas cegas e também de apoiar as capacidades das pessoas cegas nos campos culturais e artísticos do país.

### Rádio
Mohsen Bahrami também atua como ator de rádio no Departamento Geral de Artes Cênicas do Rádio desde 2009.
O programa "Namvarnameh" narrado e atuado por Mohsen Bahrami é a primeira versão radiodrama de Shahnameh, que começou a ser transmitida em 15 de maio de 2022, coincidindo com o dia de preservação da língua persa e comemoração de Ferdowsi na Rádio IRIB Namayesh.

### Cinema
A dublagem do papel de Abbas Bin Ali no filme " Hussein Who Said No ", dirigido por Ahmad Reza Darvish, foi interpretada por Mohsen Bahrami.

### Audiolivros e programas
Ele também realizou atividades significativas na área de locução para audiolivros e programas de áudio, o que pode ser comprovado por sua presença como narrador e locutor no livro de Sherlock Holmes, no programa de áudio de Rebecca, no livro O Retrato de Dorian Gray, Medo e Tremor,
Desempenhar o papel de Gol Mohammad de Mohsen Bahrami na versão em áudio do livro " Kelidar " de Mahmoud Dowlatabadi, considerado uma das obras de áudio persas mais proeminentes, foi bem recebido pelo público.

## Prêmios

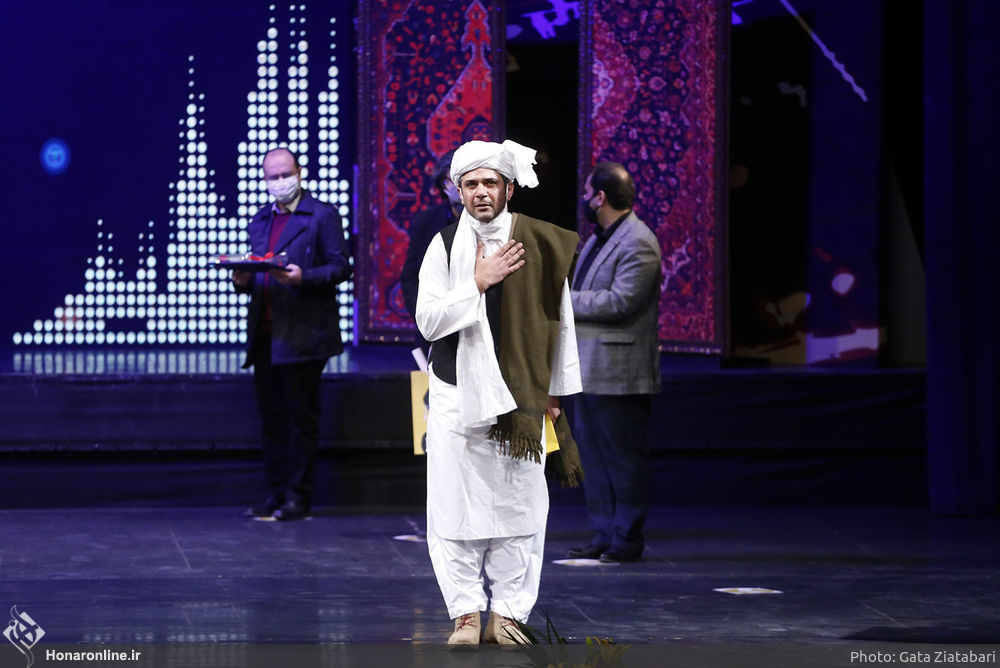
Mohsen Bahrami na cerimônia de encerramento do 36º Festival de Música Fajr

Em 2009, Bahrami recebeu a estátua do primeiro ator masculino na seção de drama radiofônico do 13º Festival de Teatro Estudantil.
Além disso, na seção de divulgação das obras eletrônicas do Conselho do Livro Infantil, realizada em agosto de 2021, Bahrami foi agraciado com a placa selecionada e “The Small Black Fish Badge” (2019) pela narração do livro de Sherlock Holmes .
Participando na cerimónia de encerramento do 36º Festival de Música de Fajr, como representante da família Dorpour, recebeu um diploma honorário pelo melhor canto da música da região (Noor Mohammad Dorpour pelo álbum Dordaneh).